# Crédit lyonnais
LCL, anciennement le Crédit lyonnais, est une banque française, filiale de Crédit Agricole S.A., fondée à Lyon en 1863 par François Barthélemy Arlès-Dufour et Henri Germain. Elle est considérée comme l'un des trois piliers de l'industrie bancaire française, faisant partie des « Trois Vieilles » avec BNP Paribas et Société générale .
Les années 1990 furent sombres pour le Crédit lyonnais, qui frôla la faillite, et fut au cœur d'une longue suite d'affaires ternissant l'image de la banque (cf. affaire du Crédit lyonnais).

Autour de 2000, le Crédit lyonnais est privatisé (il avait été nationalisé), puis devient filiale de Crédit Agricole S.A. En 2005, il est renommé LCL (sigle de « Le Crédit lyonnais »), l'ancien nom étant désormais  négativement connoté .

## Historique

### Création (1863-1882)

#### Une banque d'inspiration nouvelle

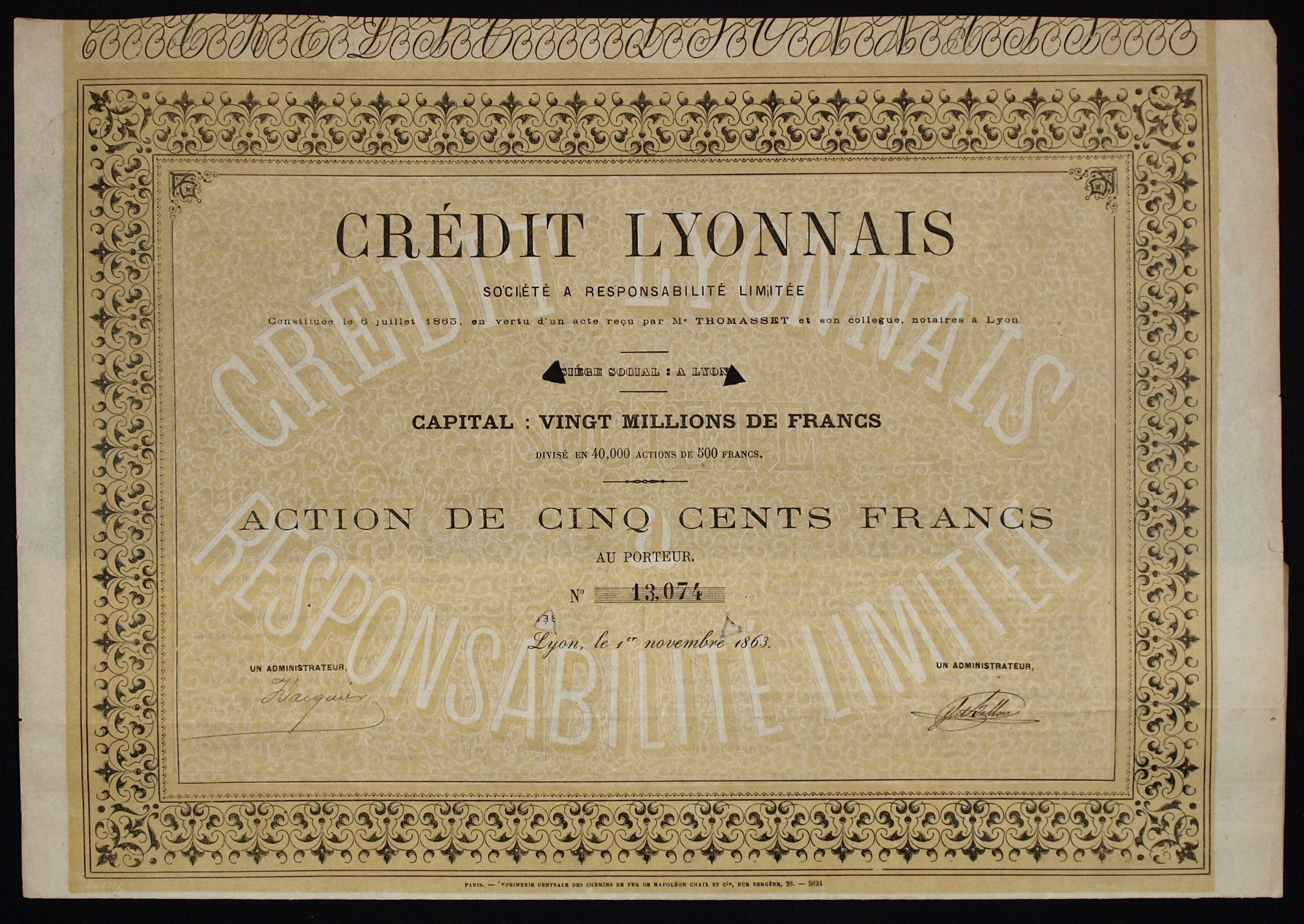
Action du Crédit lyonnais de 1863.

Les banques faisant appel aux épargnants, comme celles qui existaient déjà dans le monde germanique, n'apparaissent en France que sous l'impulsion des saint-simoniens avec le Crédit mobilier en 1852 des frères Pereire, en abaissant le nominal des actions à cinq cents francs et en pratiquant un taux d'escompte plus faible que celui de la Banque de France. Son succès initial suscitera des émules parmi la grande banque personnifiée par James de Rothschild, qui y était initialement défavorable. Mais l'appel des besoins de capitaux de la révolution des chemins de fer et de l'industrie en général montrera la pertinence de cet outil de financement. Il sera imité par le Crédit foncier en 1852, puis par le Crédit lyonnais, dont l'idée initiale a été organisée par Arlès-Dufour dès 1862. Il pousse Henri Germain qu'il avait apprécié depuis quelques années à en prendre l'initiative et la direction, en se contentant d'un siège d'administrateur, mais dont les actions de toutes sa famille et de ses amis ont une valeur du même ordre que celles de Germain. La création d'une banque concurrente dans une ville de province nécessite en principe l'autorisation gouvernementale, mais le corps législatif vote la loi du 23 mai 1863 sur les sociétés anonymes qui libère le projet de cette autorisation.
C'est à Lyon qu'Henri Germain, 39 ans, fils de soyeux, fonde le 6 juillet 1863 une banque à vocation locale, mais d'inspiration nouvelle : le Crédit lyonnais. Ses associés sont des hommes d'affaires et soyeux lyonnais à l'instar de Henry Jaubert, de Joseph Bellon, mais également de Genevois, des saint-simoniens comme Arlès-Dufour, Enfantin, Talabot et Chevalier, des personnalités, tel Eugène Ier Schneider. Cette création est liée à la deuxième révolution bancaire du milieu du XIXe siècle, qui voit une nouvelle génération de banques d'inspiration saint-simonienne organiser la collecte systématique de l'épargne dormante du grand public et la drainer vers des emplois industriels ou vers le marché financier.
Le Crédit lyonnais a une croissance très rapide au cours de ses vingt premières années d'existence, son capital étant passé de huit à deux cents millions de francs, au cours d'une époque de fortes spéculations à la Bourse de Paris. En 1880, alors que la banque existe depuis dix-sept ans, elle accueille une « bourse du soir » organisée par les coulissiers, dans le grand hall du Crédit lyonnais, qui permet d'échanger des valeurs après la clôture.

#### Un axe stratégique: Londres, Paris, Lyon et Marseille
Le passé bancaire et commercial de Lyon et le potentiel industriel de la région pouvaient assurer la prospérité locale de l'établissement. Le Crédit lyonnais prit cependant pied à Paris et à Marseille, en y implantant deux succursales dès 1865, année où il comptait déjà près de dix mille déposants. La jeune banque traverse sans trop de séquelles les crises de 1866 et de 1870. Cette même année, l'occupation du siège de Paris par les Prussiens pousse Henri Germain à ouvrir une succursale à Londres (Royaume-Uni), capitale financière mondiale. Le Crédit lyonnais commence également à développer un réseau d'agences dans la région lyonnaise afin de collecter au plus près ses ressources.

#### Une banque d'affaires aux succès durables
Le Crédit lyonnais, établissement grand public se comporte aussi en banque d'affaires, en créant des entreprises ou en y prenant de fortes participations : si le lancement de l'usine de la Fuchsine à Lyon aboutit à un échec en 1870, le Crédit lyonnais compte d'importants succès comme la création en 1879 de la Lyonnaise des eaux et de la Société foncière lyonnaise. Cette année-là, la banque prend aussi le contrôle de deux compagnies d'assurances ; le Crédit lyonnais se fait une place sur les marchés financiers en contribuant au placement de l'emprunt de libération du territoire en 1871, en émettant des emprunts pour les villes de Paris et Lyon.

#### L'extension du réseau
Le développement rapide du Crédit lyonnais lui permet d'abandonner en 1872 le statut de SARL pour celui de société anonyme, ce qui lui donne la possibilité d'augmenter notablement son capital ; dès 1878, il accède au rang de première banque française. Alors qu'il est encore absent de certaines grandes villes françaises, son réseau étranger compte déjà à cette époque les agences de Londres, Constantinople, Alexandrie, Genève, Madrid et bientôt Saint-Pétersbourg. En 1879, le Crédit lyonnais se lance à la conquête de la clientèle parisienne en créant vingt-trois bureaux de quartier dans l'année. Puis vient le tour des autres régions françaises, à partir de 1880.

#### La «doctrine Germain» naît d'un krach
L'expansion du Crédit lyonnais connaît un coup d'arrêt en 1881-1882 avec le krach de l'Union générale dû à une spéculation boursière effrénée. Henri Germain sent venir la crise dès 1881 et s'attache à réduire les crédits et les immobilisations ; le Crédit lyonnais peut alors faire face aux demandes de retraits de ses clients. La « doctrine Germain » sur la liquidité et la sécurité des emplois tiendra longtemps lieu de règle de conduite à l'ensemble des banques de dépôts. Elle est fondée sur un principe : « les ressources à court terme ne peuvent financer des emplois à long terme ».

#### La deuxième capitalisation française en 1900
Durant la Belle Époque, porté par une expansion de l’actionnariat, le Crédit lyonnais est la deuxième capitalisation de la Bourse de Paris, qui compte quatre banques parmi les six premières entreprises cotées en termes de volumes.

### Expansion (1882-1914)

#### Installation du siège central à Paris
Malgré les difficultés de l'année 1882, la succursale de Paris est promue au rang de siège central, consacrant ainsi un déplacement du pouvoir de décision vers Paris (le siège social reste quant à lui à Lyon). Elle peut désormais s'installer plus au large, car l'hôtel dit « des Italiens » puisqu'installé sur le boulevard du même nom, commencé en 1876 sous la conduite de l'architecte Bouwens, est inauguré en 1883. À partir de 1880, une « bourse du soir » est organisée par les coulissiers, dans le grand hall, de 16 h à 19 h.

#### Un réseau d'agences de taille mondiale
Dans sa logique de banque de dépôts, le Crédit lyonnais poursuit l'extension de son réseau national et international. De 1882 à 1900, le nombre total d'agences passe de cent dix à cent quatre-vingt-neuf. Il double encore entre 1900 et 1913. À l'étranger, outre ses précédentes implantations, la banque offre désormais ses services à Bruxelles, Moscou, Odessa, Smyrne, Lisbonne, Porto, Port-Saïd, au Caire, à Jérusalem, Barcelone, Valence, Séville et Saint-Sébastien.

#### Émissions et placements d'emprunts
Le Crédit lyonnais déploie une grande activité dans les émissions et placements d'emprunts français et étrangers. Grâce à une balance des comptes excédentaire, cette exportation des capitaux fit de la France « le banquier du monde ». Le Crédit lyonnais, qui s'était interdit les participations industrielles, aidait les entreprises par le biais d'émissions d'obligations et surtout par l'escompte des effets de commerce, qui restait une activité majeure de l'établissement.

#### La première banque mondiale
Henri Germain meurt en 1905, mais il a pu voir l'établissement qu'il a fondé devenir dès 1900 la première banque mondiale par le total du bilan ; le Crédit lyonnais tient toujours ce rang en 1913. Son siège central, symbole de cette puissance, est achevé cette année-là sous la conduite des architectes Félix Narjoux et Victor Laloux. L'entreprise compte alors 16 400 employés à travers le monde dont 13 900 en France.

### L'entre-deux-guerres (1914-1945)

#### Les séquelles de la Grande Guerre
Le déclenchement de la Première Guerre mondiale affecte le Crédit lyonnais : près de huit mille employés sont mobilisés par l’armée, de nombreux sièges sont fermés, la prorogation des échéances commerciales paralyse les échanges et environ 20 % des dépôts sont immédiatement retirés. La France et l'Europe sortent du conflit très affaiblies. Le Crédit lyonnais, qui a perdu 1 592 employés, retrouve des conditions d'exploitation bien différentes de l'avant-guerre.

#### Révolution et inflation
À la suite de la révolution d'Octobre de 1917, les agences russes sont définitivement fermées en 1920 et la dette russe n'est plus reconnue par les bolcheviks. Bientôt en Turquie, la révolution nationaliste de Mustapha Kemal entraîne les agences du pays dans le même tourbillon. En France, l'inflation ronge les ressources des rentiers, traditionnels clients du Crédit lyonnais.

#### De nouveaux concurrents
En France, le paysage bancaire de l'après-guerre change en parallèle des bouleversements politiques (les révolutions russes et turques, l'inflation…). De nouveaux concurrents apparaissent et l'État, par l'intermédiaire d'établissements publics ou du Trésor, devient un acteur important du système financier. Dans ce contexte difficile, le Crédit lyonnais perd momentanément sa première place française entre 1920 et 1929. Une grève vient encore assombrir le tableau en 1925.

#### La reconquête des places d'honneur
| Société                  | Capital (en milliards de FF) |
| ------------------------ | ---------------------------- |
| Lyonnaise des eaux       | 1,60                         |
| CPDE                     | 1,40                         |
| Banque de France         | 1,30                         |
| Crédit lyonnais          | 1,00                         |
| EELM                     | 1,00                         |
| Air liquide              | 1,00                         |
| Société générale         | 1,00                         |
| Rhône-Poulenc            | 0,90                         |
| Saint-Gobain             | 0,82                         |
| Alais Froges             | 0,80                         |
| Kuhlmann                 | 0,80                         |
| Union d'électricité      | 0,79                         |
| Électricité de Marseille | 0,76                         |

Pour surmonter la mauvaise conjoncture des années 1920, le Crédit lyonnais initie un patient processus de développement. Dès la fin de la Première Guerre mondiale, soucieux de diversifier ses emplois, il avait élargi sa clientèle industrielle. Cela aboutit, d'une part, à des financements à court terme aux entreprises, d'autre part, à la création d'une filiale de crédit à moyen terme, l'UCINA (l’Union pour le crédit à l'industrie nationale), mise en place en 1919 en collaboration avec le Comptoir national d'escompte de Paris. D'un autre côté, une politique continue d'extension du réseau d'agences est menée, notamment sous l'impulsion du directeur général Édouard Escarra, afin d'augmenter les ressources de la banque. Le réseau atteint ainsi le nombre de 1 450 sièges permanents ou intermittents dans les années 1930, avant de se réduire un peu sous les effets de la crise économique. Grâce à cette série de mesures et à une forte activité du secteur « titres », le Crédit lyonnais redevient la première banque française en 1929. Il passe relativement bien la grande crise des années 1930, alors que nombre de banques locales, voire nationales, font faillite.
En 1936, c'est la quatrième capitalisation boursière française, après la montée en puissance des sociétés industrielles françaises, alors que la banque était encore troisième en 1913.

#### Sous l'Occupation
Malgré les bombardements dont sont victimes certaines agences françaises et la distension des liens avec les agences étrangères, le Crédit lyonnais est moins touché par la guerre qu'en 1914-1918. Ne pouvant employer l'argent de ses déposants dans des crédits, en raison d'une activité économique ralentie, la banque le place en bons du Trésor.
Le Crédit lyonnais avait des relations anciennes avec la Deutsche Bank. Il tire de la collaboration avec l'Allemagne nazie des profits difficiles à estimer. En 1945, le Comité de confiscation des profits illicites l'estime à environ 150 millions de francs.
Selon les historiens Alain Plessis et Philippe Verheyde, « alors que la banque avait jusque-là pour principe de prendre la défense de tous ses clients, […] la législation contre les Juifs organisant leur spoliation, les mesures que veulent imposer les Allemands à tous les ressortissants des pays « ennemis de l'Allemagne » […] pour les empêcher de disposer de leurs titres et les forcer à ouvrir les coffres qu'ils avaient loués à la banque, ont pesé sur la conduite de certains responsables de la banque ». Une note du directeur général, Édouard Escarra, invite ainsi les cadres du Crédit lyonnais à « procéder à une révision attentive de tous vos comptes pour effectuer une discrimination entre les titulaires aryens et les non-aryens ». La marche à suivre est indiquée en trois temps : « 1°) on a déjà effectué un recensement des comptes juifs ; 2°) il faut revoir la liste pour corriger les oublis ; 3°) s'il y a doute, écrire au client pour qu'il envoie un certificat de non-appartenance à la race juive ».
Dans les années 1970, on trouve encore dans les agences des documents d'ouverture de compte établis pendant la guerre et appelés « carton de signature » sur lesquels on peut lire la mention manuscrite « Je déclare être non-juif » avant la signature.[réf. nécessaire]
Cependant, quelques cadres bancaires liés au Crédit lyonnais refusent cette collaboration. C'est le cas d’Olivier Moreau-Néret, inspecteur des finances, entré au Crédit lyonnais comme secrétaire général en 1926 et devenu secrétaire général aux affaires économiques au ministère des Finances en juillet 1940 : il démissionne en juin 1941 parce qu'il n'accepte pas les positions prises vis-à-vis des Allemands pour couvrir les frais des troupes d’Occupation et sur les concessions d’ordre militaire faites par Vichy en Syrie. Il revient ensuite à la banque comme directeur général en 1949 puis en est président en 1955.
En 1943 a lieu une importante augmentation de capital. Dans le domaine de la réglementation, un statut de la profession bancaire est promulgué en juin 1941 ; il est complété et modifié par la loi bancaire du 2 décembre 1945, qui sépare désormais nettement les banques de dépôts des banques d'affaires et encadre de près la distribution du crédit. La loi du 2 décembre 1945 décide enfin de la nationalisation des quatre principaux établissements de crédit, le CNEP, la BNCI, la Société générale et le Crédit lyonnais.

### Les Trente Glorieuses (1945-1966)

#### Les choix de la Reconstruction
Malgré un cadre réglementaire contraignant (les créations d'agences sont contingentées), l'établissement poursuit une politique volontariste de conquête de parts de marché. Le revenu des opérations sur titres s'étant réduit proportionnellement de moitié par rapport à l'avant-guerre, le Crédit lyonnais a intensifié ses efforts en faveur de l'industrie, notamment dans le domaine des opérations avec l'étranger et de l'escompte. Des filiales comme SOFINEX, créée en 1963, permettent de prendre des participations dans le capital de certaines entreprises, activité que n'autorise pas le statut de banque de dépôts.

#### Innovation et ingénierie financière
Dans le domaine de l'ingénierie financière, les innovations se succèdent : c'est à l'initiative d'Olivier Moreau-Néret, administrateur directeur général et spécialiste des valeurs mobilières qu'ont lieu pour le compte de Pechiney les premières émissions d'obligations convertibles en actions et d'obligations « participantes » dans les années 1950. En 1952, la création à l'agence centrale de Paris du service « Accrédités Bourse », spécialisé en gestion de patrimoine, est une première sur la place financière. Elle est l'œuvre de Maurice Schlogel, tout comme la SLIVAM (Société lyonnaise d'investissement en valeurs mobilières), créée en 1959, qui est la préfiguration des SICAV.

#### Nouveau départ du réseau international
Sur le plan international, le réseau s'étend à partir de 1947 en Amérique latine (Brésil, Pérou, Venezuela) puis, de manière plus éphémère en raison des tensions diplomatiques, au Moyen-Orient. En Afrique, avec la décolonisation, les agences deviennent des banques associées.

#### Le siège européen de l'ONU et la banque en Suisse

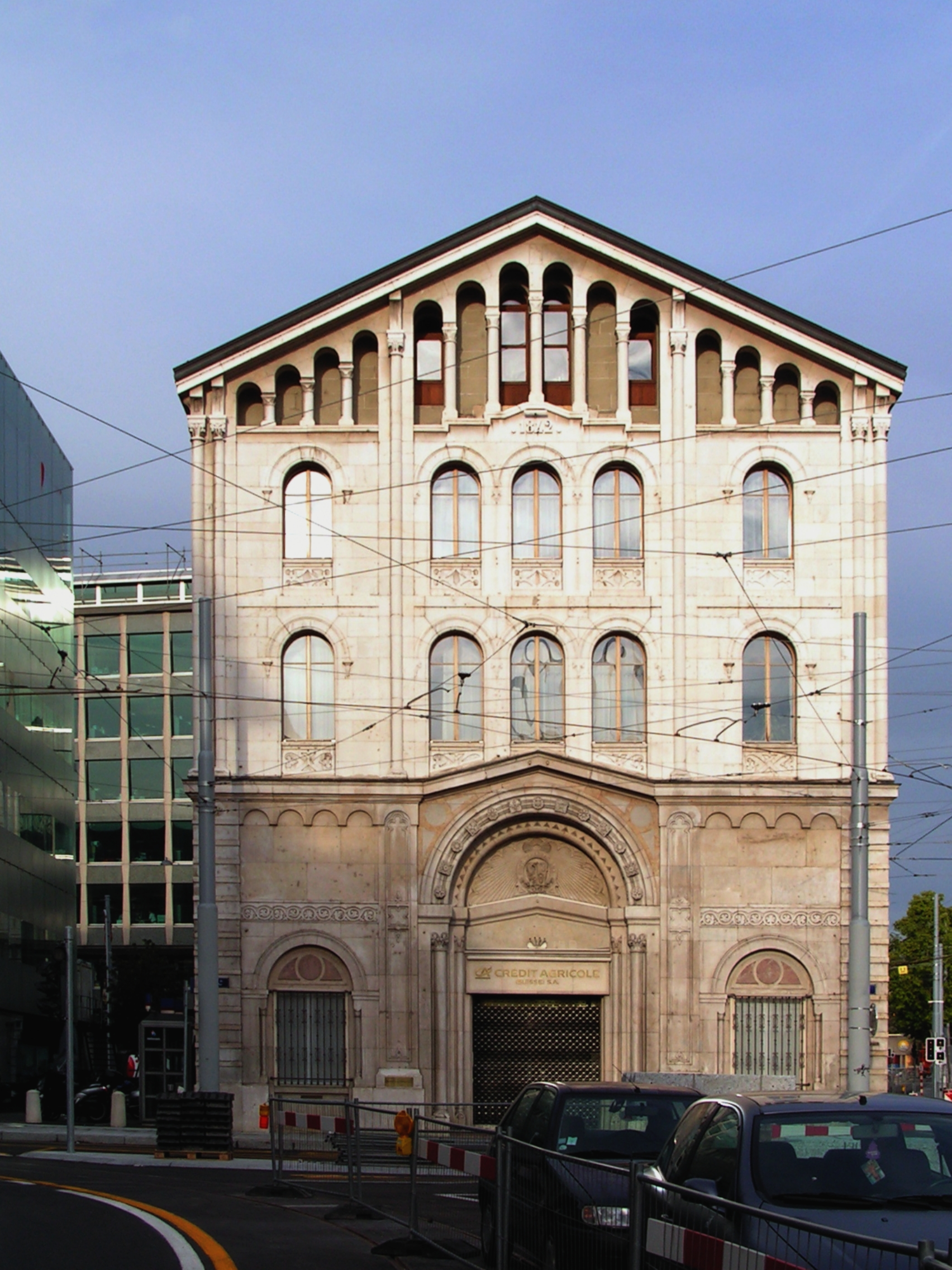
Ancienne agence historique du Crédit lyonnais à Genève reprise par le Crédit agricole.

Après la Seconde Guerre mondiale, le siège européen de l'ONU et de dizaines d'organisations internationales s'installent à Genève, ce qui sera profitable aux activités de banque du commerce international. Durant cette période, la Suisse est le pays le plus prospère du monde selon le FMI. Si aux débuts le Crédit lyonnais de Genève est en pertes, la banque fera, dès 1956, des bénéfices à la suite de la crise du canal de Suez au cours de laquelle les Nations unies confirment la légitimité égyptienne. Beaucoup de négociants en tissus, coton, oléagineux quittent alors l’Égypte pour Genève. Ce développement des négociants ajouté au progrès des opérations en devises étrangères de swap a participé aux activités de banque du commerce international à Genève. Même après le choc pétrolier de 1973, la banque continue de s’y développer.

### L'extension de la bancarisation (1966-1982)

#### Bancarisation massive de la société française
À partir de 1966, l'État crée les conditions d'un nouveau cycle d'expansion et d'innovation dans les banques en rapprochant les activités de banque d'affaires et de banque de dépôts. D'autre part, l'autorisation préalable d'ouverture d'agences est supprimée. Pour accompagner le phénomène de bancarisation massive de la société française, le Crédit lyonnais accroît le nombre de ses agences qui passe de 828 en 1967 à 1 905 en 1974, alors que le nombre de ses collaborateurs passe de 29 000 à 47 000. La nomination de François Bloch-Lainé comme président en 1967 marque la vraie nationalisation de l'établissement. Le siège central est profondément rénové entre 1971 et 1974, des centres administratifs sont aménagés en province, tel celui de Bayeux.

#### Succès internationaux et tensions internes
À partir de 1966, la banque s'internationalise de plus en plus ; l'UBAF (Union de banques arabes et françaises) est fondée en 1970, le club des Europartenaires (Crédit lyonnais, Commerzbank, Banco di Roma et Banco Hispano-Americano) se forme entre 1970 et 1973 ; le Crédit lyonnais qui obtient en 1971 le statut de succursale à New York, est la première banque occidentale à obtenir une représentation à Moscou en 1972 et ouvre une agence à Tokyo en 1976. Cette expansion, les nombreux recrutements et les mutations fréquentes sont créatrices de tensions et l'établissement est atteint plus longuement que ses confrères par la grève bancaire de 1974. Quelques années seront nécessaires pour en gommer totalement les effets et remettre le Crédit lyonnais sur les rails. Ce sera l'œuvre des présidents Jacques Chaine (1974-1976), tragiquement assassiné devant le siège central en 1976, Claude Pierre-Brossolette (1976-1982), et Jean Deflassieux (1982-1986).

### Nationalisation complète (1982-1993)
Alors qu'à partir de 1973, une loi a ouvert partiellement le capital au personnel, la décennie 1980 commence avec la nationalisation complète des établissements bancaires, votée par l'assemblée le 13 février 1982.

#### Déréglementation et désintermédiation
Après l'élection de François Mitterrand à la présidence de la République le 10 mai 1981 puis la victoire de la gauche aux élections législatives de juin 1981, les conditions de l'exploitation bancaire vont se modifier profondément. La loi bancaire de 1984 qui suit le tournant de la rigueur tend à uniformiser le statut de tous les établissements de crédit. La déréglementation instaurée à partir de 1986 sur les marchés de capitaux a entraîné un phénomène de désintermédiation : les banques ne sont plus le passage obligé pour les entreprises qui peuvent se financer librement sur les marchés de capitaux. Les métiers bancaires connaissent aussi une complexité croissante. Dans cet environnement extrêmement concurrentiel, le Crédit lyonnais adapte son dispositif commercial à chaque type de clientèle (particuliers, commerçants et artisans, entreprises) et sépare tâches commerciales et administratives. Les secteurs des marchés de capitaux et des financements d'actifs et de projets sont également étoffés et réorganisés.

#### De l'expansion à la crise
La stratégie des présidents Jean-Maxime Lévêque (1986-1988) et Jean-Yves Haberer (1988-1993) vise le développement du réseau international et notamment européen. Elle se traduit notamment entre 1989 et 1992 par les acquisitions de la Chase Banque de Commerce en Belgique, du Credito Bergamasco et du Banco San Marco en Italie, de la Banca Jover, du Banco Comercial Español en Espagne, et surtout de la BFG Bank en Allemagne. D'un autre côté, d'importantes prises de participations dans le capital d'entreprises sont effectuées via les filiales Clinvest et Clindus. Cette stratégie agressive se révèle porteuse de gros risques, notamment du fait du retournement de la conjoncture économique en 1992. Les prises de participations industrielles pèsent sur le fonds de roulement de la banque tandis que le financement du secteur immobilier entraîne de lourdes pertes. Enfin, des investissements hasardeux comme celui de la Metro-Goldwyn-Mayer ainsi que des filiales mal contrôlées sont à l'origine de graves déboires tant en France qu'à l'étranger (SASEA).
La banque investit via ses filiales dans le capital de près de 1 600 entreprises. La valeur des participations industrielles passe de 9,7 milliards de francs en 1988 à 52 milliards en 1993. Son portefeuille immobilier atteint 100 milliards de francs et subit de plein fouet la crise de l'immobilier.

### Retombées de l'affaire du Crédit lyonnais (1993-1999)
Le Crédit lyonnais se retrouve en situation de quasi-faillite en 1993 notamment à cause d'investissements massifs (dont ceux faits par le truchement d'une filiale aux Pays-Bas) perdus dans la MGM. Un rapport parlementaire dénonce le système des avances et prêts à risques, notamment dans le domaine immobilier, qui anticipaient la plus-value envisagée sur ces opérations immobilières. L'affaire du Crédit lyonnais a mis en valeur certaines des causes financières de la crise de l'immobilier. Le montant des pertes (130 milliards de francs) en ont fait l'un des plus grands scandales financiers de l'histoire, au même titre que le scandale de Panama. Ce scandale a touché également plusieurs filiales du Crédit lyonnais (CLBN, SdBO, IBSA, Altus Finance).
Le 5 mai 1996, un incendie détruit partiellement le siège central parisien (le siège social étant à Lyon). Le Crédit lyonnais sauve toutefois ses activités de marché grâce à une salle de marché de secours prête à fonctionner. Il existe de sérieux doutes sur le caractère accidentel du sinistre, en particulier du fait des multiples foyers et de l'incendie dans un entrepôt du Havre d'une partie des archives d'IBSA survenu le 19 août 1997,.

### Privatisation et fusion avec le Crédit agricole (à compter de 1999)

#### Privatisation partielle et rachat par le Crédit agricole
En 1999 l'État français privatise partiellement le Crédit lyonnais après recapitalisation. L'État conserve 20 % des parts du capital et met en place avec des investisseurs institutionnels entrant au capital un « Groupement d'actionnaires partenaires », qui de fait est un pacte d'actionnaires, pour assurer l'indépendance de la banque. Les plus gros actionnaires sont le Crédit agricole, Axa et Allianz, notamment via les AGF, aucun ne pouvant détenir plus de 10 % (cas du Crédit Agricole) du Crédit lyonnais sans l'autorisation du gouvernement.
En 2003, après un achat surprise par BNP Paribas de près de 17 % du capital du groupe, le groupe Crédit agricole se décide tardivement à prendre le contrôle du Crédit lyonnais. Jean Peyrelevade, PDG de la banque, manifestant sa préférence pour ce dernier, l'État cède au Crédit Agricole sa participation. La banque victorieuse fusionne la partie banque d'entreprise (BFI) avec Indosuez de la banque verte pour former Calyon et la société de gestion CLAM avec CAAM.
En 2005, le CDR, héritier du passif de la banque, accepte de payer 525 millions de dollars au Département des Assurances de Californie pour mettre fin aux poursuites judiciaires dans le cadre de l'affaire Executive Life. Cette compagnie d'assurances américaine, au bord de la faillite, avait été rachetée dans les années 1990 par la MAAF grâce à un financement du Crédit lyonnais, mais la justice américaine considère que la mutuelle n'était qu'un prête-nom pour la banque, or, à cette époque, il était interdit pour une banque d'acquérir une compagnie d'assurance américaine.

#### Adoption d'une nouvelle image de marque en 2005
Le 29 août 2005 le Crédit lyonnais, précédemment siglé CL, change ses identités de communication et visuelles (nouveau logo, nouveau slogan, nouvelle identité musicale) et lance sa marque commerciale LCL - Le Crédit Lyonnais, couramment abrégée en LCL. La dénomination sociale de la banque reste officiellement Crédit lyonnais.
En novembre 2013 le gouvernement français annonce vouloir emprunter 4,5 milliards d'euros afin de solder les dettes du Crédit lyonnais. Le sauvetage de la banque aura coûté 14,7 milliards d'euros au total, soit selon le Parisien, « 812 € par contribuable imposé ».
Le 4 mars 2021, LCL annonce une restructuration de son réseau d'agences, avec la suppression de 15 % d'entre elles, soit plus de 200. Cela fait suite à plusieurs restructurations similaires en 2016 et 2018.

## Controverses

### Protection des données en ligne des clients et indemnisations des victimes de piratage
Le 28 juin 2022, l'UFC-Que Choisir porte plainte contre douze banques françaises, dont LCL, pour pratiques commerciales trompeuses, en raison de leur refus estimé injustifié d'indemniser les clients victimes de piratages de leurs comptes bancaires en ligne et de reconnaître les failles de leur système informatique.
En effet, entre novembre 2021 et avril 2022, de multiples clients de LCL ont subis des piratages de leurs comptes bancaires ayant entrainé des pertes s'élevant parfois à plusieurs dizaines de milliers d'euros. Plusieurs clients lésés reprochent le manque de protection des fonds en ligne par les services de la banque une fois ceux ci avertis et remettent en cause la sécurité du système informatique. En mars 2023, des clients ne sont toujours pas remboursés, malgré l'avis de la médiation.
LCL a envoyé par la suite aux victimes une lettre-type pointant du doigt la supposée responsabilité des clients lésés, accusés par la banque française d'avoir été imprudents dans la gestion de leurs codes de sécurité. En juillet 2022, Le Canard Enchaîné révèle l'existence d'une note interne destinée aux conseillers bancaires du Crédit Lyonnais, dans laquelle il est notifié qu'en cas de vol réel ou supposé de fonds sur le compte par Internet, les conseillers se doivent de refuser tout remboursement des sommes perdues ou de tenir compte des mises en cause du système de sécurité en ligne, au motif que ce système serait parfaitement viable. De fait, après avoir commencé à indemniser certains clients lésés de novembre 2021 à janvier 2022, la direction générale de la banque a stoppé les indemnisations.

## Identité de la marque

### Identité visuelle

Logo du Crédit lyonnais des années 1980 à 2005.
Logo institutionnel depuis 2005.
Variante « Banque et Assurance ».
Variante simplifiée
Variante simplifiée sur fond jaune

### Slogans
- Le pouvoir de dire oui. (Les années 1980-Débuts des années 1990)
- Votre banque vous doit des comptes. (1994)
- Nous vous devions une nouvelle banque.
- Aujourd'hui, qui peut se passer d'une bonne banque ? (2003)
- Demandez plus à votre argent. (2005)
- Demandez plus à votre banque. (2012)
- LCL. Ma vie. Ma ville. Ma banque. (2018)[27]

## LCL aujourd'hui[Quand?]
LCL s'est recentré sur le marché français. Aujourd'hui[Quand ?] les activités de LCL sont la banque des particuliers, la banque privée, la banque des professionnels, et la banque des entreprises et de gestion de fortune.
LCL possède encore 3 filiales : Interfimo (organisme de financement pour professionnels libéraux), la banque Thémis (financement des procédures collectives des entreprises) et Angle Neuf (investissement dans l'immobilier neuf). La BFC-AG (Banque Française Commerciale-Antilles Guyane) a été totalement intégrée à LCL en 2015. Les autres filiales en France et à l'international ont été intégrées au groupe Crédit Agricole.
En 2012, LCL compte près de 20 900 collaborateurs répartis sur 2 065 sites dont plus 1 900 agences LCL sur l'ensemble du territoire pour 6 millions de clients particuliers, 320 000 clients professionnels et 27 000 clients entreprises et institutionnels,.
En septembre 2012, la banque, déjà engagée depuis longtemps dans des actions de mécénat, crée sa fondation d'entreprise : Fondation LCL.
Lors de la publication par le magazine Global Finance de son classement annuel des 50 banques les plus sûres du monde en 2012, LCL n'apparaît plus (tout comme la Société générale et le Crédit agricole) alors que l'établissement était encore classé 27e l'année précédente.

## Partenariats

### Partenariats d'image
De 1985 à 2016, le Crédit Lyonnais, puis LCL, est partenaire de la Fédération française de judo. Ce partenariat est désormais avec le Crédit Agricole.
Le Crédit lyonnais, puis LCL, est partenaire du Tour de France, depuis 1981. Depuis 1987 la banque est partenaire du maillot jaune, tunique du leader du classement général,. De plus, dans le cadre de son partenariat avec Amaury Sport Organisation (ASO), LCL est présent dans les courses cyclistes suivantes : Paris-Nice, Paris-Roubaix, Critérium du Dauphiné, ou encore Paris-Tours. La banque était partenaire du Critérium international de la route jusqu'à sa suppression.

## Dirigeants

### Présidents du Crédit lyonnais (puis de LCL)
1. Henri Germain (1863-1905)
2. Adrien Mazerat (1905-1907)
3. Émile Béthenod (1907-1922)
4. Georges Brincard (1922-1945)
5. Édouard Escarra (1946)
6. Louis Escallier (1946-1949)
7. Édouard Escarra (1949-1955)
8. Olivier Moreau-Néret (1955-1961)
9. Marcel Wiriath (1961-1967)
10. François Bloch-Lainé (1967-1974)
11. Jacques Chaine (1974-1976), mort sous les balles d'un anarchiste le 14 mai 1976
12. Claude Pierre-Brossolette (1976-1982)
13. Jean Deflassieux (1982-1986)
14. Jean-Maxime Lévêque (1986-1989)
15. Jean-Yves Haberer (1989-1993)
16. Jean Peyrelevade (1993-2003)
17. Jean Laurent (2003-2005)
18. Georges Pauget (2005-2010), démissionnaire
19. Jean-Paul Chifflet (2010-2015)
20. Philippe Brassac (2015-)

### Directeurs généraux du Crédit lyonnais (puis de LCL)
1. Jacques Letourneur (1863-1882)
2. Adrien Mazerat (1882-1905)
3. Georges Brincard (1905-1922)
4. Edmond Fabre-Luce (1905-1919)
5. Emile du Marais (1922-1924)
6. Eugène Lefèvre (1922-1926)
7. Édouard Escarra (1926-1949)
8. Robert Masson (1926-1946)
9. Olivier Moreau-Néret (1949-1955)
10. Marcel Wiriath (1955-1961)
11. Marcel Cazes (1961-1967)
12. Maurice Schlogel (1967-1972)
13. Jean Saint-Geours (1969-1975)
14. Jacques Roche (1974-1987)
15. Bernard Thiolon (1985-1992)
16. François Gille (1992-1994)
17. Michel Renault (1992-1998)
18. Pascal Lamy (1994-1999)
19. Dominique Ferrero (1999-2003)
20. Georges Pauget (2003-2005)
21. Christian Duvillet (2005-2010)
22. Yves Nanquette (2011-2016)
23. Michel Mathieu (2016-2023)
24. Serge Magdeleine (2024- )

## Employés et administrateurs célèbres
- Édouard Kleinmann (1832-1901)
- Charles Walewski (1848-1916)
- Frédéric Lachèvre (1855-1943)
- Léon Breton (1861-1940)
- André-Félix Narjoux (1867-1934)
- Alfred Poindron (1867-1946)
- Jean-Marc Bernard (1881-1915)
- Jean Bricaud (1881-1934)
- Élysée Frouin (1883-1964)
- Maxime de Margerie (1886-1974)
- Louis-Bernard Dancausse (1888-1961)
- Achille Joinard (1889-1957)
- Melchior de Vogüé (1893-1965), administrateur
- Philippe Livry-Level (1898-1960)
- Roger Laroque (1910-1985)
- Claude Raoul-Duval (1919-2018)
- Arnauld Haudry de Soucy (1921-1994)
- Jean Boillot (1926-2010)
- Jacques Sereys (1928-2023)
- Pierre Pujo (1929-2007)
- Christiane Gilles (1930-2016)
- Lionel Stoléru (1937-2016)
- Arlette Laguiller (née en 1940)
- Jacqueline Chabridon (née en 1940)
- Eddy Mitchell (né en 1942)
- Jean-Pierre Orfino (né en 1943), « Hector » du groupe rock Les Pirates
- Gérard Labrune (né en 1943)
- Claude Villers (né en 1944)
- Jean-Paul Planchou (né en 1948)
- Mériadec Rivière (1949-2021)
- Charles Bonaparte (né en 1950)
- Christian Saint-Étienne (né en 1951)
- Martine Rottier (née en 1955)
- Henri Guaino (né en 1957)
- François Blancard (né en 1957)
- Vincent Delahaye (né en 1959)
- Hamou Bouakkaz (né en 1964)

## Filmographie
- Série noire au Crédit lyonnais, de Fabrizio Calvi et Jean-Michel Meurice, 1999, Arte Video / mk2tv, durée 7 heures (film documentaire sur le désastre financier du Crédit lyonnais au début des années 1990).